# جوني بيلي
جوني بيلي (بالإنجليزية: Johnny Bailey) هو لاعب كرة قدم أمريكية أمريكي، ولد في 17 مارس 1967 في هيوستن في الولايات المتحدة، وتوفي في 20 أغسطس 2010 بسبب سرطان البنكرياس.

## وصلات خارجية
- جوني بيلي على موقع مرجع كرة القدم المحترفة.كوم (الإنجليزية)